# Eugenio Serrano Gispert
Eugenio Serrano Gispert, španski rokometaš, * 14. april 1960.
Leta 1980 je na poletnih olimpijskih igrah v Moskvi v sestavi španske rokometne reprezentance osvojil 5. mesto.
Udeležil se je tudi iger leta 1984 (8. mesto) in leta 1988 (9. mesto).